# Quathiaski Cove
Quathiaski Cove est une communauté située dans la province de la Colombie-Britannique, sur l'Île Quadra, dans le district régional de Strathcona.

## Situation

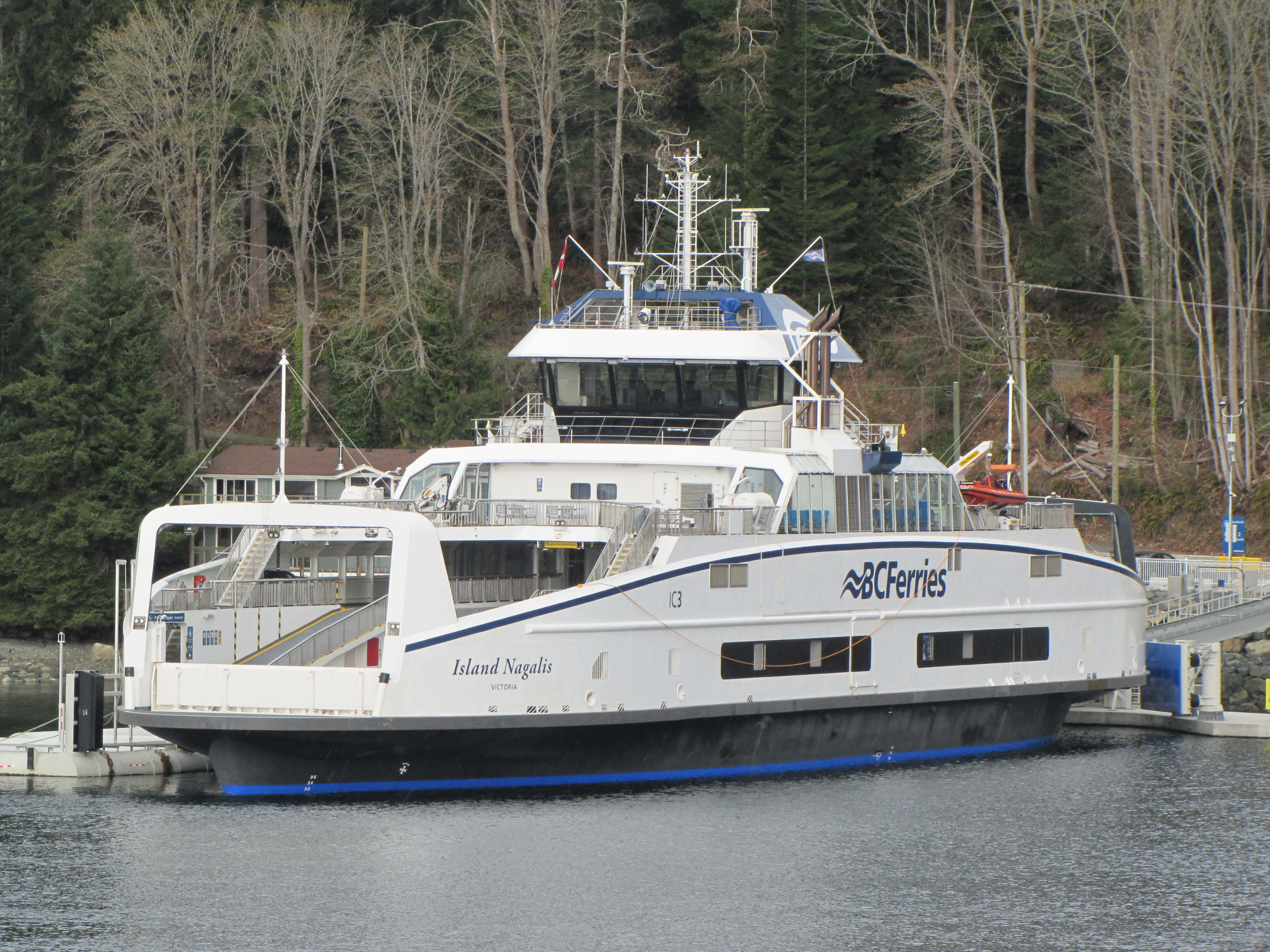
Ferry sur le quai de Quathiaski Cove

Quathiaski Cove est la plaque tournante commerciale de l’ile Quadra et le point de débarquement des lignes régulières des BC Ferries entre Campbell River, sur l'ile de Vancouver, et l'ile Quadra.

## Histoire
Au tournant du XXe siècle, Quathiaski Cove a prospéré en tant que centre économique de la zone de l'ile Quadra et de Campbell River. Les entreprises, le courrier et les colons arrivaient en premier à Quathiaski Cove avant de voyager vers Campbell River ou les iles voisines.

## Démographie
| 1996 | 2001 | 2006 | 2011 | 2016 | 2021 |
| ---- | ---- | ---- | ---- | ---- | ---- |
| 320  | 409  | 382  | 430  | 449  | 516  |

## Économie
Au début du XXe siècle, la pèche et l'exploitation du bois sont les industries principales, une petite conserverie est construite en 1904 par Pidcock Bros. qui la gère jusqu'en 1907, année où elle est vendue à T.E. Adkins. Cette conserverie est cependant détruite par un incendie en 1909. Une nouvelle installation est construite par la Quathiaski Canning Co. et reste en activité jusqu'en 1938,,. 
Aujourd'hui, ces industries ont été remplacées par des activités liées au tourisme et notamment la pêche, le camping, le canoé et la randonnée.
La communauté offre aux visiteurs les services essentiels incluant une épiceries, la vente d'alcool, un bureau de poste et une station-essence et de gaz.

## Culture
Le village de Cape Mudge, situé à proximité immédiate de Quathiaski Cove qui en constitue l'adresse postale, (village également appelé Yaculta par le peuple autochtone Kwakwaka'wakw et qui constitue l'une des deux réserves présentes sur l'île Quadra) accueille le centre culturel Nuyumbalees (en anglais : Nuyumbalees Cultural Center), anciennement appelé musée et centre culturel Kwagiulth  (en anglais : Kwagiulth Museum and Culture Center),, qui expose différents objets et présente la culture, l'histoire et les traditions du peuple autochtone Kwakwaka'wakw,,,.

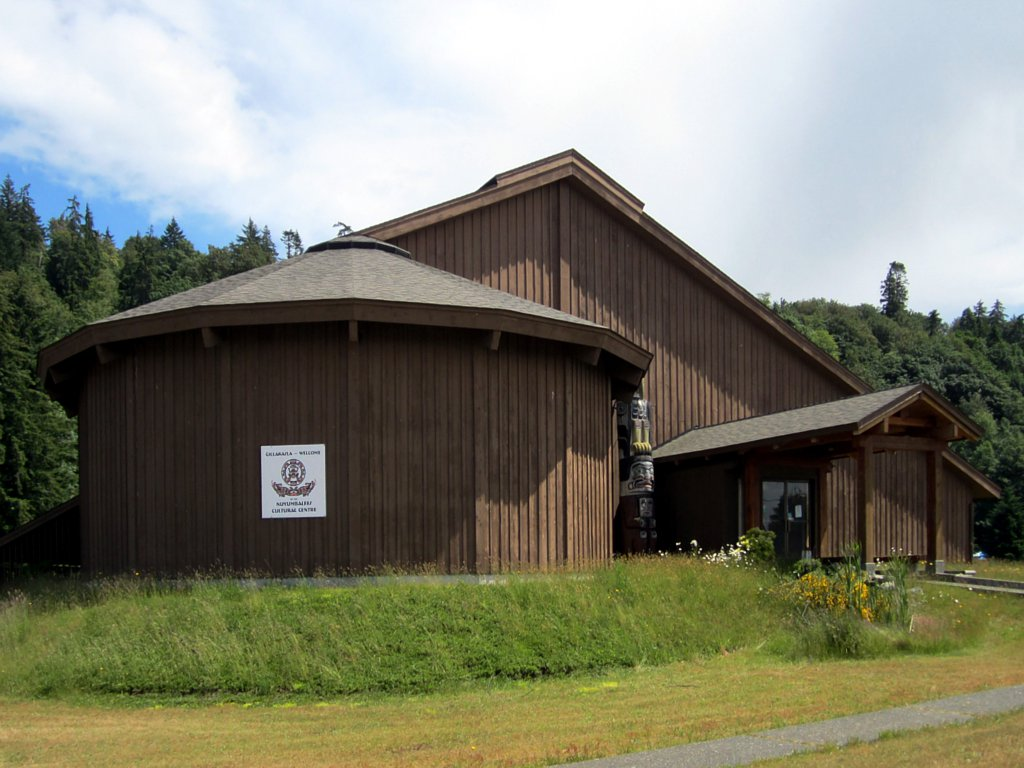
Nuyumbalees Cultural Centre
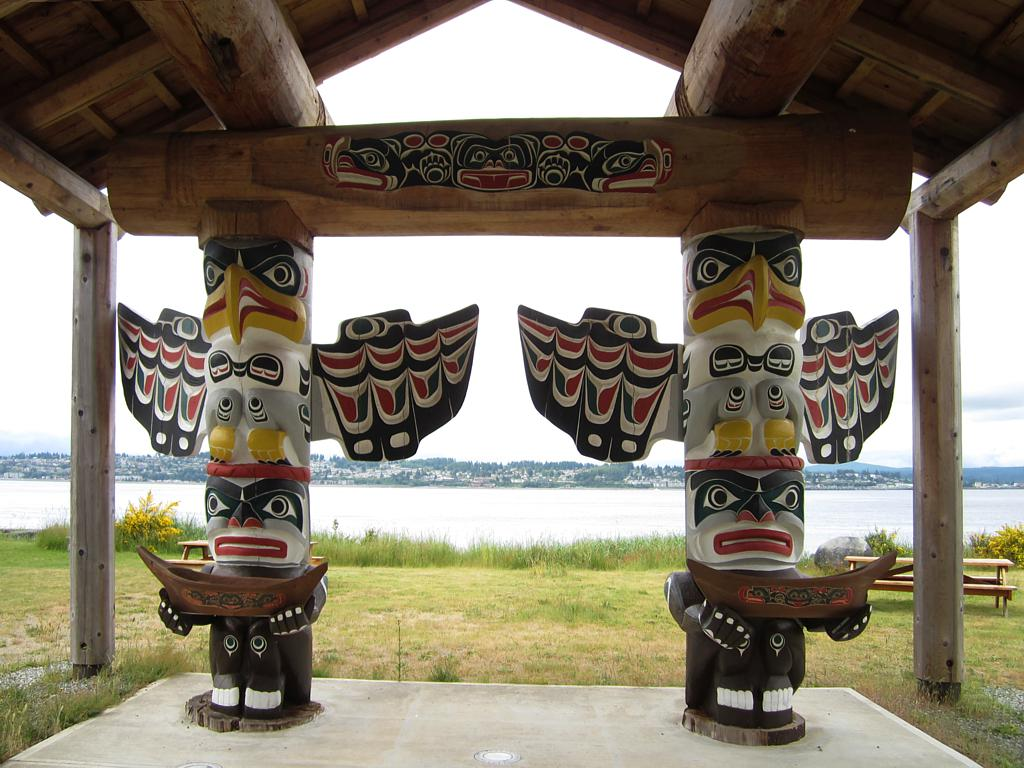
Abri totémique